# Capilavastu (distrito)
Capilvastu ou Capilvasto é um distrito da zona de Lumbini, no Nepal. A sua sede é a cidade de Taulihawa, cobre uma área de 1 738 km² e em 2001 tinha 481 976 habitantes.[carece de fontes?]